# Michel Pignolet de Montéclair
Michel Pignolet de Montéclair (getauft am 4. Dezember 1667 als Michel Pignolet in Andelot, Département Haute-Marne; † 22. September 1737 in Domont) war ein französischer Komponist des Barock.

## Leben
Am 27. Januar 1676 wurde er als Chorknabe an der Kathedrale von Langres aufgenommen. Diese stand damals unter der Leitung von Jean-Baptiste Moreau.
Als er sich 1687 in Paris niederließ, gab er sich den Beinamen „de Montéclair“, benannt nach einer bekannten Festung in seinem Geburtsort.
Ab 1699 spielte er in der „Académie Royale de Musique“ den „Basse de Violon“, ein dem Cello ähnelndes Instrument, welches jedoch rund 10 cm länger ist.
1709 veröffentlichte Montéclair seine „Nouvelle méthode pour apprendre la musique“ (Neue Methode die Musik zu erlernen), auf deren Titelblatt er sich als Kapellmeister des Prinzen von Vaudémont bezeichnete, den er auf einer Reise nach Italien begleitete. Über Einzelheiten dieser Reise gibt es keine überlieferten Berichte, man vermutet jedoch, dass er dort das Kontrabassspiel erlernte.
Montéclair war als ausgezeichneter Lehrer bekannt, unter anderem unterrichtete er eine der beiden Töchter von François Couperin. Seine neuartige Methode soll die Schüler mit Freude und Heiterkeit und nicht mit protokollarischer Strenge an die Musik herangeführt haben. 1721 gründete er mit seinem Neffen François Boivin in der Pariser rue St. Honoré eine Musikalienhandlung mit Verlag "à la règle d’or", der auch die meisten seiner Werke und die anderer Komponisten herausgab. Montéclair verkaufte Boivin aber bereits 1728 seinen Anteil.
Um sich mehr der Orchester- und Kompositionstätigkeit widmen zu können, gab er 1735 die Unterrichtstätigkeit auf. Ab Juli 1737, drei Monate vor seinem Tod, erhielt er eine königliche Rente.

## Wirkung
Montéclair gilt neben André Campra als derjenige Musiker, der Jean-Philippe Rameau am meisten beeinflusst hat. In seinen Orchesterstücken fällt eine dramatische Farbgebung auf, dies kommt besonders in seinem Flötenkonzert La Guerre (der Krieg) zur Geltung. Sein Beitrag an der Entwicklung der französischen Kantate war erheblich.

## Werke
- 1695: Brunettes anciennes et modernes appropriées à la flûte
- 1697: Sérénade ou concert divisé en trois suites pour les violons, flûtes et hautbois
- 1709: Premier Livre de Cantates composé de Six Cantates Françoises et deux Cantates Italiènes à voix seule et avec symphonie
- 1709: Nouvelle Méthode pour apprendre la Musique par demonstrations faciles.
- 1711: Méthode facile pour apprendre à jouer du violon avec un abrégé des principes de la Musique
- 1716: IIe Livre de Cantates françoises et Italiènes à voix seule et avec un dessus de violon ou de flûte
- 1716: Les Fêstes de l’Eté, opéra-ballet in 3 Akten mit einem Prolog nach dem Libretto des abbé Joseph Simon Pellegrin
- 1723: 6 Concerts à deux Flûtes traversières sans basses composés par Monsieur Montéclair de l’Académie Royale de Musique.
- 1724: 6 Concerts pour la Flûte traversière avec la Basse chiffrée
- 1728: IIIe Livre de Cantates françoises et Italiènes à voix seule et Symphonie
- 1732: Jephté, opéra biblique sur un livret de Joseph Simon Pellegrin
- 1735: (im Mai) Messe en musique chantée à l’église Saint-Sulpice (verschollen)
- 1736: Principes de Musique divisées en quatre classes
- o. D.: Menuets tant anciens que nouveaux qui se dansent au bal de l’Opéra, Ier recueil contenant 101 menuets en 10 suites par Mr Montéclaire
- o. D.: O sacrum convivium (petit motet)
- o. D.: Properate hunc (petit motet)
- o. D.: Mehrere Grands Motets für die Concerts Spirituels (verschollen)